# The Seventh Life Path
The Seventh Life Path – siódmy studyjny album norweskiego zespołu gothicmetalowego Sirenia, został wydany 8 maja 2015 roku przez wytwórnię płytową Napalm Records.
Do pierwszego singla "Once My Light" został zrealizowany teledysk.

## Lista utworów
Opracowano na podstawie materiału źródłowego.
Wszystkie utwory zostały napisane, skomponowane i zaaranżowane przez Mortena Velanda.
1. „Seti” – 3:33
2. „Serpent ” – 6:31
3. „Once My Light ” – 7:20
4. „Elixir” – 5:45
5. „Sons of the North” – 8:15
6. „Earendel” – 6:13
7. „Concealed Disdain” – 6:10
8. „Insania” – 6:39
9. „Contemptuous Quitus” – 6:29
10. „The Silver Eye” – 7:29
11. „Tragedienne” – 4:54
12. „Tragica” – 4:54 (utwór dodatkowy)

## Twórcy
Opracowano na podstawie materiału źródłowego.
| Zespół Sirenia w składzie - Ailyn – śpiew, hiszpańskie tłumaczenie ścieżki czwartej - Morten Veland – śpiew, gitara, gitara basowa, instrumenty klawiszowe, perkusja, muzyka, słowa, kompozycje i aranżacje, produkcja muzyczna, miksowanie, inżynieria dźwięku, ukulele, flet, mandolina, harmonijka ustna Muzycy sesyjni - Pilar Garcia ruiz – hiszpańskie tłumaczenie ścieżki czwartej - Joakim Næss – wokal w utworze czwartym Nagrania - Endre Kirkesola – mastering | The Sirenian Choir - Damien Surian - Mathieu Landry - Emmanuelle Zoldan - Emilie Lesbros - Joakim Næss - w utworze 4 Inni - Jaap Wagemaker – A&R - Gyula Havancsák – okładka - Tom Knudsen – zdjęcia - Wendy van den Bogert – design, layout |